# Kommunionbank (Flètre)

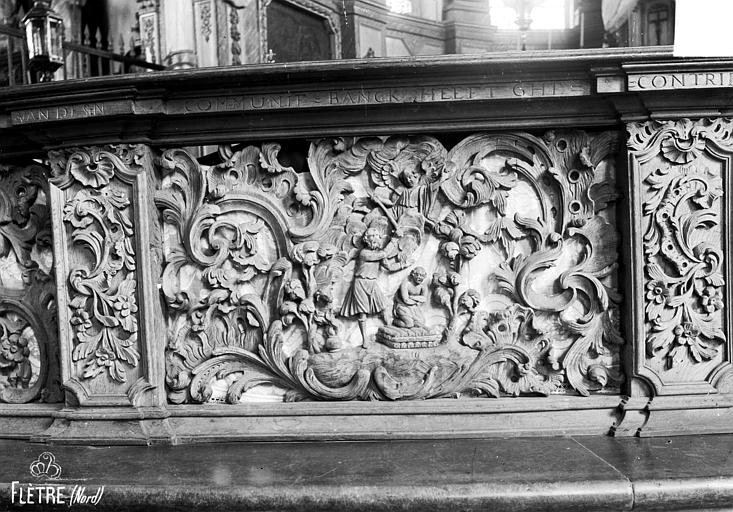
Kommunionbank in Flêtre

Die Kommunionbank in der Kirche St-Mathieu von Flêtre, einer französischen Gemeinde im Département Nord in der Region Hauts-de-France, wurde 1759 geschaffen. Die Kommunionbank aus Eichenholz wurde im Jahr 1906 als Monument historique in die Liste der denkmalgeschützten Objekte (Base Palissy) in Frankreich aufgenommen.
Die Kommunionbank im Stil Louis-quinze besitzt Schnitzereien mit der Darstellung des Letzten Abendmahls und Szenen aus dem Alten Testament.

Im oberen Abschluss ist folgende Inschrift angebracht: 

„MEMORIE VAN JOUFE CATHARINE RUCKEBUSCHE FA DHR JAN BAPT BY JOUFE MARY JACOBA ISENBRANDT WEDUF VAN WT DR EN DE MR PIETER VITOR VAN DE GOSTEENE DE WELCKE IN HET MAECKEN VAN DE SEEN COMMUNIE BANCK HEEFT GHE CONTRIBUEERT SES HONDERT GULDENS 1759.“